# EPIRB

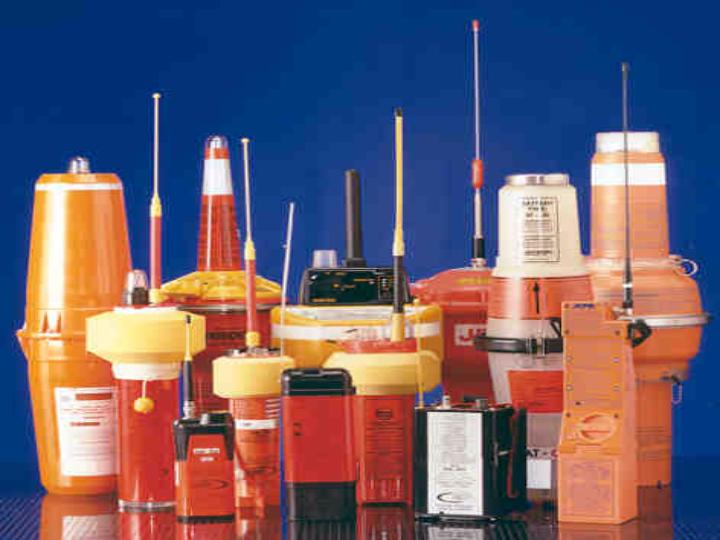
Elsőgenerációs jeladók

A vészhelyzeti helyzetjelző rádiójeladó (EPIRB) egyfajta vészhelyzeti jeladó, egy hordozható, elemmel működő rádióadó, amelyet vészhelyzetben repülőgépek, hajók és bajba jutott, azonnali mentésre szoruló személyek felkutatására használnak. Vészhelyzet esetén, például hajó süllyedése vagy repülőgép lezuhanása esetén az adó aktiválódik, és folyamatos rádiójelet kezd sugározni, amelyet a kutató- és mentőcsapatok használnak a vészhelyzetben lévők gyors lokalizálására és a segítségnyújtásra. A jelet a mentőszolgálatok nemzetközi konzorciuma, a KOSZPASZ-SARSAT által üzemeltetett műholdak érzékelik, amelyek a Föld bármely pontján képesek észlelni a COSPAS 406 MHz-es vészfrekvenciáján sugárzó vészjelzőket. A konzorcium kiszámítja a jeladó helyzetét, és az információt gyorsan továbbítja a megfelelő helyi elsősegélynyújtó szervezetnek, amely a keresést és mentést végzi. A rendszer alapvető célja, hogy a mentők az úgynevezett "arany napon" (a traumatikus eseményt követő első 24 órában) belül megtalálják a túlélőket, amely alatt a túlélők többsége általában megmenthető. A modern EPIRB-t, amelyet gyakran GPIRB-nek is neveznek, az különbözteti meg más típusú vészjelzőktől, hogy GPS-vevőt tartalmaz, és a helymeghatározás megkönnyítése érdekében sugározza a helyzetét, általában 100 méteres pontossággal. A korábbi, GPS nélküli vészjelzőket a COSPAS műholdak csak 2 kilométeres pontossággal tudják lokalizálni.
A modern EPIRB szabványos frekvenciája 406 MHz. Ez egy nemzetközileg szabályozott mobil rádiótávközlési szolgáltatás, amely segíti a keresési és mentési műveleteket a bajba jutott hajók, repülőgépek és emberek felderítésében és helyének meghatározásában. Megkülönböztetendő a műholdas vészhelyzet-jelző rádiójelző állomástól.
E jeladók első formája a 121,500 MHz-es ELT volt, amelyet lezuhant katonai repülőgépek automatikus helymeghatározó jeladójának terveztek. Ezeket a jeladókat először az 1950-es években az amerikai hadsereg használta, majd az 1970-es évek elejétől kezdve számos kereskedelmi és általános repülési repülőgéptípuson kötelezővé tették a használatát. Az ELT jelzők által használt frekvenciát és jelformátumot nem a műholdas érzékelésre tervezték, ami egy gyenge helymeghatározási képességű rendszert eredményezett, és hosszú késedelmet okozott az aktivált jelzők érzékelésében. A műholdas észlelőhálózatot azután építették ki, hogy az ELT jeladók már általános használatban voltak, az első műholdat csak 1982-ben bocsátották fel, és a műholdak még akkor is csak észlelést biztosítottak, a helymeghatározás pontossága nagyjából 20 kilométer volt. A technológiát később kiterjesztették a tengeri hajókon (EPIRB), az egyes személyeknél (PLB és 2016-tól kezdve az MSLD) való használatra. 2016-tól kezdve mind áttértek a 121,500 MHz elsődleges frekvenciáról a 406 MHz használatára, amelyet a műholdas észlelésre és helymeghatározásra terveztek.
A Cospas-Sarsat 1982-es indulása óta a vészjelzők több mint 7000 vészhelyzetben több mint 28 000 ember mentésében segítettek. Csak 2010-ben a rendszer 641 vészhelyzetben 2388 személy mentéséhez használt információkat szolgáltatott.

## Fordítás
Ez a szócikk részben vagy egészben  az   Emergency position-indicating radiobeacon című angol Wikipédia-szócikk ezen változatának fordításán alapul.  Az eredeti cikk szerkesztőit annak laptörténete sorolja fel. Ez a jelzés csupán a megfogalmazás eredetét és a szerzői jogokat jelzi, nem szolgál a cikkben szereplő információk forrásmegjelöléseként.